# Parapenthes
Parapenthes is een geslacht van kevers uit de familie  
kniptorren (Elateridae).
Het geslacht is voor het eerst wetenschappelijk beschreven in 1999 door Jiang in Jiang & Wang.

## Soorten
Het geslacht omvat de volgende soort:
- Parapenthes varimaculatus Jiang in Jiang & Wang, 1999